# Wereldkampioenschap voetbal 2018 (Groep D) Argentinië - Kroatië
Dit artikel gaat over de wedstrijd in de groepsfase in groep D tussen Argentinië en Kroatië die gespeeld werd op donderdag 21 juni 2018 tijdens het wereldkampioenschap voetbal 2018. Dit was de 23e wedstrijd van het toernooi.

## Voorafgaand aan de wedstrijd
- Argentinië stond bij aanvang van het toernooi op de 5de plaats van de FIFA-wereldranglijst.[1]
- Kroatië stond bij aanvang van het toernooi op de 20e plaats van de FIFA-wereldranglijst.[2]
- De confrontatie tussen de nationale elftallen van Argentinië en Kroatië vond 4 maal eerder plaats.[3]
- Het duel vond plaats in het Stadion Nizjni Novgorod in Nizjni Novgorod. Dit stadion werd in 2008 geopend en heeft een capaciteit van 44.899.

## Wedstrijdgegevens[4]
| Datum                | 21 juni 2018                                                                                   | 21 juni 2018                                                                                   |
| Wedstrijdnummer      | 23                                                                                             | 23                                                                                             |
| Stadion              | Stadion Nizjni Novgorod, Nizjni Novgorod                                                       | Stadion Nizjni Novgorod, Nizjni Novgorod                                                       |
| Toeschouwers         | 43.319                                                                                         | 43.319                                                                                         |
| Scheidsrechter       | Ravshan Irmatov                                                                                | Ravshan Irmatov                                                                                |
| Assistenten          | Abdukhamidullo Rasulov Jakhongir Saidov                                                        | Abdukhamidullo Rasulov Jakhongir Saidov                                                        |
| Vierde official      | Norbert Hauata                                                                                 | Norbert Hauata                                                                                 |
| Videoscheidsrechters | Felix Zwayer Bastian Dankert (assistent) Corey Rockwell (assistent) Danny Makkelie (assistent) | Felix Zwayer Bastian Dankert (assistent) Corey Rockwell (assistent) Danny Makkelie (assistent) |
| Man van de wedstrijd | Luka Modrić                                                                                    | Luka Modrić                                                                                    |
|                      | Argentinië                                                                                     | Kroatië                                                                                        |
| Doelpunten           | 0                                                                                              | 3                                                                                              |
| Gele kaarten         | 3                                                                                              | 4                                                                                              |
| Rode kaarten         | 0                                                                                              | 0                                                                                              |
| Wissels              | 3                                                                                              | 3                                                                                              |
| Schoten op doel      | 3                                                                                              | 5                                                                                              |
| Schoten naast doel   | 7                                                                                              | 10                                                                                             |
| Overtredingen        | 15                                                                                             | 23                                                                                             |
| Hoekschoppen         | 5                                                                                              | 2                                                                                              |
| Buitenspel           | 3                                                                                              | 3                                                                                              |
| Vrije trappen        | 26                                                                                             | 18                                                                                             |
| Balbezit (%)         | 58                                                                                             | 42                                                                                             |

| Argentinië | 0 – 3        | Kroatië |
| | goals        | 53' Ante Rebić 80' Luka Modrić 90+1' Ivan Rakitić |
| Jorge Sampaoli | bondscoach   | Zlatko Dalić |
| Wilfredo Caballero Gabriel Mercado Nicolás Tagliafico Marcos Acuna Lionel Messi Maximiliano Meza Javier Mascherano Enzo Perez 68' Nicolas Otamendi Eduardo Salvio 56' Sergio Aguero 64' | opstellingen | Danijel Subašić Šime Vrsaljko Ivan Strinić 82' Ivan Perišić Dejan Lovren Ivan Rakitić Luka Modrić Marcelo Brozovic 90+3' Mario Mandžukić 57' Ante Rebić Domagoj Vida |
| Gonzalo Higuain 54' Cristian Pavon 56' Paulo Dybala 68' | wissels      | 57' Andrej Kramarić 82' Mateo Kovačić 90+3' Vedran Ćorluka |
| Gabriel Mercado 51' Nicolas Otamendi 85' Marcos Acuna 87' | gele kaarten | 39' Ante Rebić 58' Mario Mandžukić 67' Šime Vrsaljko 90+4' Vedran Ćorluka                                                                                            |
| | rode kaarten | |